# Romanioci
Romanioci (gr. Ρωμανιῶτες Rōmaniōtes) – Żydzi zamieszkujący terytoria współczesnej Grecji, jak i ziemie niegdyś znajdujące się pod rządami Greków lub zdominowane przez helleńską kulturę i język, oraz ich potomkowie. Są grupą oddzielną od Aszkenazyjczyków i Sefardyjczyków, którzy zaczęli osiedlać się w Grecji po wygnaniu z Hiszpanii w 1492 roku. Nazwa społeczności wywodzi się od określenia Rhomaioi, którego używano w stosunku do greckich mieszkańców Cesarstwa Bizantyjskiego. Większe grupy Romaniotów zamieszkiwały Teby, Janinę, Chalkidę, Korfu, Artę i Korynt oraz wyspy Lesbos, Samos, Rodos, Cypr i Chios. 
Romanioci posiadali swój własny język, zwany jewanik (wymarły w XX w.), który jest dialektem języka greckiego (którym Romanioci również potrafią się posługiwać).
Społeczność ta dzisiaj już praktycznie nie istnieje. Po przybyciu Żydów sefardyjskich część Romaniotów zasymilowała się z nimi, porzucając język jewanik. Duże straty zadał tej społeczności holokaust. Większość Romaniotów zginęła w czasie II wojny światowej. Grecja znajdowała się pod okupacją sił państw Osi, przez co zamieszkujący ją Żydzi również objęci byli planem „Ostatecznego Rozwiązania“ – wywożono ich do obozów zagłady i koncentracyjnych w Europie Środkowej. Ci, którzy przetrwali II wojnę światową, migrowali do Stanów Zjednoczonych, Europy Zachodniej i Izraela. Dziś Grecję zamieszkuje około 4 500 – 6 000 Żydów. Są oni potomkami zarówno Sefardyjczyków, jak i Romaniotów, ale praktycznie nie mówią już w jewaniku.

## Historia
Najwcześniejsze źródła wspominające o Żydach na terytorium Grecji pochodzą z III w. p.n.e. Odnalezione zostały w Oropos, małym przybrzeżnym miasteczku między Atenami a Beocją. Pojawia się w nich wzmianka o „Moschosie, synu Żyda Moschiona”. Prawdopodobnie obydwaj wymienieni w źródle mężczyźni byli niewolnikami. 
O Żydach mieszkających w Grecji wspominają Dzieje Apostolskie w rozdziale 20. Wymieniają one też niektóre miasta, w których św. Paweł stykał się mieszkającymi tam Żydami: Tesaloniki (Dz 17), Korynt (Dz 18) czy Efez (Dz 18; 19). 
W XII wieku żydowski podróżnik Beniamin z Tudeli opisał żyjące w Atenach, Korfu, Koryncie, Tebach, Salonikach, Arcie, Chalkidzie i Dramie wspólnoty żydowskie. Największa z nich, według Beniamina, zamieszkiwała Teby. Podróżnik szacował jej liczebność na około 2 tysiące ludzi. Zajmowali się oni produkcją i barwieniem tkanin jedwabnych. Już wówczas określano ich mianem Romaniotów.
Żydzi sefardyjscy zostali w 1492 wygnani z Hiszpanii. Wielu z nich osiedliło się na terenie rządzonej przez Osmanów Grecji. Byli oni bogatsi i, we własnym mniemaniu, bardziej wykształceni od Romaniotów. Poczucie wyższości sprawiło, że izolowali się od greckich Żydów. Barierą między tymi społecznościami był nie tylko status majątkowy i społeczny, ale także fakt posługiwania się odmiennymi językami - Sefardyjczycy posługiwali się językiem ladino, a Romanioci mówili w jewaniku. W tym czasie Saloniki stały się jednym z największych skupisk Żydów na świecie (dominowali Sefardyjczycy) i ważnym centrum rabinicznym. Żydzi odgrywali również wówczas znaczną rolę na szlakach handlowych przebiegających przez Kretę.
Z czasem bariery między Sefardyjczykami a Romaniotami zanikły i greccy Żydzi ulegali asymilacji z liczniejszymi od nich przybyszami z Hiszpanii. Większe społeczności Romaniotów przetrwały w Janinie i na emigracji, w Stanach Zjednoczonych. Synagoga Kehila Kedosha Janina zbudowana w 1927 w Nowym Jorku stała się centrum kulturowym tej społeczności w USA. Mieli oni odrębne od innych Żydów zwyczaje i język, w związku z czym dokonywali przekładu tekstów religijnych na grekę i jewanik. Jedne z pierwszych Biblii żydowskich drukowanych w Salonikach były trójjęzyczne- tekst spisany był po hebrajsku, w ladino i w jewaniku. 
Na początku XX wieku w greckiej Janinie żyło około 4000 Romaniotów, należących głównie do niższych klas społecznych - handlarzy i rzemieślników. Zła sytuacja materialna była jedną z najważniejszych przyczyn migracji Żydów greckich do USA. W przededniu wybuchu II wojny światowej w Janinie pozostało około 2000 Romaniotów. Zamieszkiwali oni tradycyjnie wokół starej, ufortyfikowanej części miasta, gdzie znajdowały się ich synagogi, z których jedna Kehila Kedosha Yashan przetrwała do dzisiaj.
Dość duża populacja Romaniotów zamieszkiwała Korfu, ale pod koniec XIX wieku doszło tam do wystąpień przeciwko Żydom i wzrostu nastrojów antysemickich (oskarżano ich między innymi o składanie ofiar z ludzi), w związku z czym większość członków tej społeczności zdecydowało się na opuszczenie wyspy.

## Holokaust

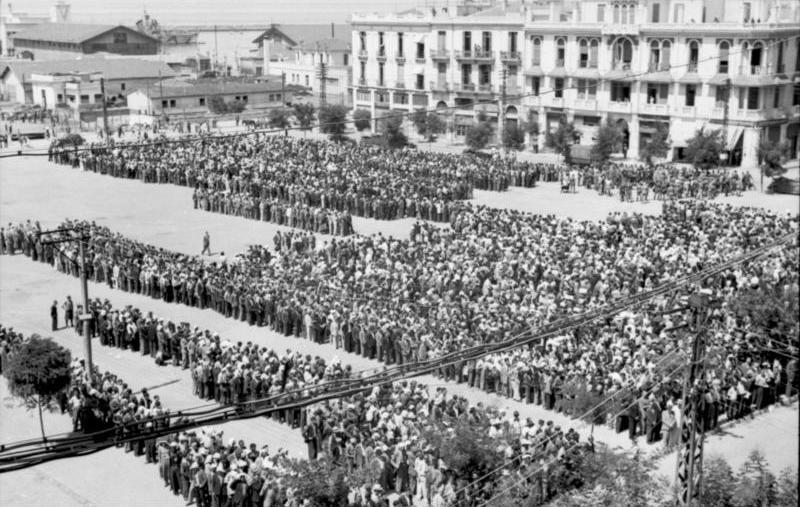
Rejestracja Żydów w Salonikach w lipcu 1942 roku. Pół roku później kilka tysięcy osób deportowano stamtąd do obozu zagłady w Treblince

W czasie II wojny światowej, kiedy Grecja znajdowała się pod okupacją państw osi, zginęło 86% zamieszkujących ją Żydów. Prześladowania były szczególnie mocne w tych częściach kraju, gdzie stacjonowały wojska niemieckie i bułgarskie. Nastawienie społeczeństwa greckiego do Żydów było generalnie pozytywne, wielu Greków udzielało schronienia ukrywającym się przed wywozem do obozów koncentracyjnych Żydom. Również Grecki Kościół Prawosławny podejmował działania na rzecz ochrony miejscowej społeczności żydowskiej. Mimo tych starań większość zamieszkujących Grecję Żydów zginęła w czasie II wojny światowej. Przykładem drastycznego spadku populacji żydowskiej mogą być Saloniki, skąd wywieziono do obozów koncentracyjnych około 50 000 Żydów. Z Janiny niemal całą ludność żydowską deportowano w kwietniu 1944 roku do Auschwitz, gdzie większość z nich zginęła.
Romanioci znajdowali się pod ochroną rządu greckiego w czasie nazistowskiej okupacji. Większość z nich radziła sobie lepiej niż Sefardyjczycy, gdyż znajomość greki była wśród nich powszechna, a akcent języka jewanik był niemal identyczny. Sefardyjczycy z których część również znała grekę, mówili na co dzień w ladino, więc nie potrafili mówić po grecku bez akcentu. Trudniej więc było im ukrywać swoje pochodzenie.  
Następne straty poniosła żydowska społeczność w Grecji w czasie wojny domowej toczonej od 1946 do 1949 roku. Wielu Żydów, wobec anarchii panującej w kraju, decydowało się na emigrację. Zbiegło się to z utworzeniem Izraela na Bliskim Wschodzie. Migrowano wówczas również do USA. Romaniotów w Grecji pozostało już niewielu.

## Współcześnie
Niedobitki Romaniotów, poddawanych asymilacji przez Sefardyjczyków, a następnie mordowanych przez nazistów, przetrwały do dziś w Grecji (Janina), w Izraelu i w USA (Nowy Jork). Romanioci mają swoją własną Minhag (tradycje i zwyczaje) akceptowaną przez inne grupy ortodoksyjnych żydów.

### Janina
Współcześni Romanioci zamieszkują w Grecji, głównie w Atenach i Janinie. W tym drugim mieście społeczność żydowska składa się z około 50 osób, głównie starszego pokolenia. Synagoga Kehila Kedosja Yashan przez większość roku nie funkcjonuje jako miejsce kultu, ale jako zabytek i atrakcja turystyczna. Jednak w każde wakacje przybywa tu część rodzin żydowskich, które wyemigrowały z Grecji i w synagodze odbywają się uroczystości religijne. Ostatnia bar micwa w synagodze miała miejsce w roku 2000.
Stara synagoga znajduje się przy ulicy Ioustinianou, w zabytkowej, ufortyfikowanej części miasta znanej jako „Kastro”. Została zbudowana w 1829 roku, najprawdopodobniej na bazie jeszcze starszej synagogi. Na murach budynku wypisane są imiona Żydów z Janiny, którzy stracili życie w czasie Holokaustu.

### Ateny
Jedyną świątynia Romaniotów w Atenach jest Synagoga Ioanniotiki przy ulicy Melidoni 8, wybudowana w 1906 roku. Obecnie jako miejsce kultu służy tylko w czasie Jamim Noraim, przez resztę roku jest udostępniana do zwiedzania turystom. 

### Stany Zjednoczone
Jedyną świątynią Romaniotów na całej Zachodniej Półkuli jest synagoga Kehila Kedosha Janina, położona przy ulicy Broom 280 w Lower East Side na Manhattanie. Po dziś dzień pozostaje w rękach społeczności Romaniotów, liczącej w Nowym Jorku około 3 000 osób. Jest ona otwarta dla wycieczek z przewodnikiem w każdą niedzielę.